# 吉爾吉斯農業
農業是吉爾吉斯經濟的重要一環，佔該國GDP的18%，雇用整體勞動人口的48%。吉爾吉斯僅有6.8%的土地用於種植農作物，但有44%的土地被用作牧場。由於吉爾吉斯斯坦多山，畜牧業仍然是農業經濟的重要組成部分。
耕作用地主要集中在費爾干納盆地、塔拉斯州和楚河州。主要農產品包括煙草、棉花、馬鈴薯、蔬菜、葡萄、水果和漿果。就總產量而言，最大的作物是用於餵養該國牲畜的各種動物飼料。第二大作物是冬小麥，然後是大麥、玉米和稻米。
吉爾吉斯主要的牲畜包括綿羊、山羊和牛。此外，還有雞、馬和豬。有些地區也有放牧犛牛。
吉爾吉斯最主要的出口農產品是棉花和煙草。肉類也有出口，但數量較少。然而，該國擁有超過900萬公頃的牧場，為畜牧業發展提供了良好的環境。吉爾吉斯自2012年9月起與沙地阿拉伯簽署了肉類出口協議
。

## 外部連結
- Animal Husbandry in Kyrgyzstan
- Agriculture in Kyrgyzstan